# Raid du dimanche de Pâques
Théâtre d'Asie du Sud-Est de la Guerre du Pacifique
Batailles
- Action du 27 février 1941
- Action du 8 mai 1941
- Bataille entre le Sydney et le Kormoran
- Raids japonais de 1942
- Occupation japonaise des îles Andaman
- (Massacre de Homfreyganj)
- Bataille de l'île Christmas
- Raid sur Ceylan (Raid du dimanche de Pâques)
- Mutinerie des îles Cocos
- Bataille de Madagascar
- Ralliement de La Réunion
- Opération Creek
- Groupe Monsun
- Action du 13 novembre 1943
- Action du 11 janvier 1944
- Action du 14 février 1944
- Raid japonais de 1944
- Action du 17 juillet 1944

- 1940
- 1941
- 1942
- 1943
- 1944
- 1945

Japon :
- Raid de Doolittle
- Bombardements stratégiques sur le Japon (Tokyo
- Yokosuka
- Kure
- Hiroshima et Nagasaki)
- Raids aériens japonais des îles Mariannes
- Campagne des archipels Ogasawara et Ryūkyū
- Opération Famine
- Bombardements navals alliés sur le Japon
- Baie de Sagami
- Invasion de Sakhaline
- Invasion des îles Kouriles
- Opération Downfall
- Reddition du Japon

Pacifique central :
- Pearl Harbor
- Guam (1941)
- Wake
- Raid sur les îles Gilbert et Marshall
- Opération K
- Midway
- Opération RY
- Campagne des îles Gilbert et Marshall
- Campagne des îles Mariannes et Palaos
- Campagne des archipels Ogasawara et Ryūkyū
- Opération Inmate

Pacifique du sud-ouest :
- Nauru
- Invasion des Philippines (1941-42)
- Invasion des Indes orientales néerlandaises
- Opérations de l'Axe dans les eaux australiennes
- Raids aériens japonais sur l'Australie (1942-43)
- Opération Ke
- Campagne des îles Salomon
- Campagne de Nouvelle-Guinée
- Campagne des Philippines
- Campagne de Bornéo (1945)

Asie du sud-est :
- Invasion de l'Indochine (1940)
- Océan Indien (1940-45)
- Guerre franco-thaïlandaise
- Invasion de la Thaïlande
- Campagne de Malaisie
- Hong Kong
- Singapour
- Campagne de Birmanie
- Opération Kita
- Indochine (1945)
- Détroit de Malacca
- Opération Jurist
- Opération Tiderace
- Opération Zipper
- Bombardements stratégiques (1944-45)

Guerre sino-japonaise
Front d'Europe de l’Ouest
Front d'Europe de l’Est
Bataille de l'Atlantique
Campagnes d'Afrique, du Moyen-Orient et de Méditerranée
Théâtre américain
Le raid du dimanche de Pâques est une attaque aérienne sur Colombo, à Ceylan, lors du raid dans l'océan Indien par des avions embarqués de la marine impériale japonaise le 5 avril 1942. L'objectif japonais était de détruire l'Eastern Fleet britannique mouillant dans le port de Colombo. Les Britanniques ont dispersé à titre préventif les navires des ports avant les attaques en raison d'un avertissement préalable du renseignement en mars 1942 et d'une reconnaissance aérienne pendant le raid.
Les avions japonais attaquants ont été contrés par des chasseurs du No. 222 Group de la Royal Air Force, commandé par le vice-maréchal de l'Air John D'Albiac, la Fleet Air Arm de la Royal Navy et l'artillerie anti-aérienne. Les installations portuaires sont endommagées et quelques navires mouillant dans le port et d'autres — s'étant dispersés — sur l'océan sont coulés ou endommagés. La majeure partie de l'Eastern Fleet n'est pas localisée par l'aviation japonaise et échappe ainsi aux attaques.
Le raid démontra la vulnérabilité de Ceylan ; les forces britanniques n'étaient pas préparées à faire face à d'autres raids aéronavals japonais. La flotte de l'Est déménagea sa base principale en Afrique de l'Est, à partir de laquelle elle déploya régulièrement des forces opérationnelles de porte-avions dans les océans Indiens central et oriental.